# Herbert Landgren
Herbert Landgren, född 25 november 1893 i Köping, död 3 april 1974 i Stockholm, var en svensk sångare. Han medverkade bland annat i Ernst Rolfs revyer och spelade in grammofonskivor med sångtexter av Fritz Gustaf Sundelöf.